# Eugene Pontecorvo
Eugene Pontecorvo, interprété par Robert Funaro, est un personnage fictif de la série télévisée d'HBO Les Soprano. Il était un soldat très efficace de la Famille DiMeo.

Il finit par se pendre, à la fois déçu que Tony Soprano ne lui accorde pas sa retraite lorsqu'il touche un héritage, impuissant face à l'addiction à l'héroïne de son fils, et sous la pression du FBI, auprès duquel il était informateur.